# En Avant de Guingamp
L'En Avant de Guingamp és un club de futbol francès de la ciutat de Guingamp.

## Palmarès
- Copa Intertoto: 1
  - 1996
- Copa francesa de futbol: 2
  - 2009, 2014

## Entrenadors
- Claude Pérard 1977-1978
- René Cédolin 1978-1981
- Raymond Kéruzoré 1981-1986
- Jean-Noël Huck 1986
- Yvan Le Quéré 1987-1988
- Jean-Paul Rabier 1988-1989
- Erick Mombaerts 1989-1990
- Alain de Martigny 1990-1993
- Yvon Schmitt 1993
- Francis Smerecki 1994-1999
- Guy Lacombe 1999-2002
- Bertrand Marchand 2002-2004
- Yvon Pouliquen 2004-2005
- Alain Ravera 2005-2006
- Patrick Remy 2006-2007
- Victor Zvunka 2007-2010
- Jocelyn Gourvennec 2010-2016
- Antoine Kombouaré 2016-2018
- Jocelyn Gourvennec 2018-

## Futbolistes destacats
| - Fabrice Abriel - Yannick Baret - Roberto Bisconti - Ali Bouafia - Pierre-Emmanuel Bourdeau - Vincent Candela - Stéphane Carnot - Cédric Carrasso - Fabrice Colleau - Charles-Edouard Coridon - Gaël Danic - Fabrice Divert - Didier Drogba - Nestor Fabbri - Romain Ferrier - Fabrice Fiorèse | - Jérôme Foulon - Hubert Fournier - Auriol Guillaume - Christian Gourcuff - Xavier Gravelaine - Gérard Gnanhouan - Stéphane Guivarc'h - Laurent Guyot - Laurent Hervé - Angelo Hugues - Jonathan Joseph-Augustin - Marek Jozwiak - Raymond Kéruzoré - Blaise Kouassi - Nicolas Laspalles - Stéphane Le Garrec | - Christophe Le Roux - Richard Lecomte - Jérôme Leroy - Eric Loussouarn - Florent Malouda - Claude "Coco" Michel - Samuel Michel - Gheorghe Mihali - Jean-Louis Montero - Daniel Moreira - Morten Nielsen - Didier Otokoré - Fabrice Pancrate - Jean-Pierre Papin - Jean-Marc Pilorget - Philippe Rabouan | - Bruno Rodriguez - Lionel Rouxel - Guy Stéphan - Andrzej Szarmach - Abdelhafid Tasfaout - Ronald Thomas - Stéphane Trévisan - Edwin Van Ankeren - Jean-Luc Vannuchi - Christopher Wreh |